# Integrin
Integriner är ett slags proteiner som går igenom cellmembranet (transmembranära proteiner) och har till uppgift att förbinda cellen med andra celler eller den extracellulära matrisen, ECM. 
I en bindning mellan celler eller mellan celler och extracellulärmatrix finns nästan alltid tre komponenter: ett transmembrant vidhäftande protein, ett cytoplasmatiskt adapterprotein och ett cytoskelettfilament. I en hemidesmosom är det transmembranära vidhäftande proteinet integrinen alfa-6 beta-4, som via proteiner fäster i cytoskelettfilamentet (bestående av intermediärt filament).
Vissa integriner kan på cellens insida kommunicera med intracellulära proteiner och på cellens utsida binda ECM-proteiner. På så vis kan kommunikation mellan cellen och dess omgivning ske. Cellen kan via integrinerna känna av omgivningen och bestämma bindningsgraden, dvs hur den sitter ihop med ECM. På detta vis kan cellen hålla sig fast på ett visst ställe i kroppen eller förflytta sig till ett annat.
Integriner är viktiga då metastaserande cancerceller utvecklas. Normala celler använder bland annat integriner för att känna av om de sitter fast på en annan cell i sin omgivning. Celler som inte gör det skall normalt genomgå apoptos, det vill säga programmerad celldöd, eftersom bara celler som tillhör en vävnad får tillåtas överleva (erytrocyter är ett viktigt undantag). Annars hade en viss sorts celler kunnat släppa från en vävnad, och sätta sig i en annan vävnadstyp och dela på sig. Detta är just vad som har hänt i olika former av metastaserande cancertyper, cancercellerna känner inte längre av om de tappat kontakten med sin omgivning, och överlever fastän de släppt och transporterats till en annan del av kroppen, vilket gör att cancern kan spridas i kroppen.